# Zlatá Baňa
Zlatá Baňa es un municipio del distrito de Prešov en la región de Prešov, Eslovaquia, con una población estimada a final del año 2024 de 431 habitantes.
Se encuentra ubicado en el centro-sur de la región, en el valle del río Torysa (cuenca hidrográfica del río Tisza) y cerca de la frontera con la región de Košice.

## Demografía
| Año        | 1994 | 2004    | 2014    | 2024    |
| ---------- | ---- | ------- | ------- | ------- |
| Población  | 406  | 416     | 451     | 431     |
| Diferencia |      | +2,46 % | +8,41 % | −4,43 % |

| Año        | 2023 | 2024    |
| ---------- | ---- | ------- |
| Población  | 445  | 431     |
| Diferencia |      | −3,14 % |